# Томини
Томи́ни (индон. Teluk Tomini) — залив Молуккского моря.
Залив Томини — западная часть Молуккского моря, расположенная между полуостровом Минахаса на севере и Восточным полуостровом на юге. Самая узкая часть залива имеет ширину 95 км. В западной части залива его ширина составляет около 200 км.
Во внутренней, западной части залива глубины достигают 1500 м, в восточной — 4180 м. В центре залива расположен архипелаг Тогиан. Залив Томини известен коралловыми рифами с большим биоразнообразием.
Международная гидрографическая организация определяет залив Томини как воды к западу от «западной границы Молуккского моря» в Ост-Индском архипелаге. Границы Томини, как любого залива, условны, но были определены IHO как линия между точками на побережьях 123° 25′ E на севере и 123° 21′ E на противоположном берегу.
Крупнейший город на берегу залива — Горонтало.